# NGC 1115
NGC 1115 é uma galáxia espiral (S?) localizada na direcção da constelação de Aries. Possui uma declinação de +13° 16' 01" e uma ascensão recta de 2 horas, 50 minutos e 25,4 segundos.
A galáxia NGC 1115 foi descoberta em 2 de Dezembro de 1863 por Albert Marth.